# Pero Oeriz Guedeão
Pero Oeriz Guedeão ou também Pedro Hoeris Guedeão (c. 1070 -?) foi um nobre do Condado Portucalense, tendo tomado este nome por ter sido senhor da Domus fortis denominada Torre do Castelo de Aguiar de Sousa, vulgarmente denominada somente como Torre de Aguiar de Sousa, localizada na freguesia de Aguiar de Sousa, concelho de Paredes.
Este monumento foi declarado Imóvel de Interesse Público por força do Dec. n.º 95/78, DR 210 de 12 de Setembro de 1978 e integra a Rota do Românico do Vale do Sousa

## Relações familiares
Foi filho de Oer Guedaz Guedeão (c. 1040 -?) e de Aragunte Gomes (c. 1050 -?). Foi casado com Teresa Aires de Ambia filha de Aires Ambia, de quem teve:
1. Mem Pires de Aguiar (c. 1100 -?) casado com Maior Garcia, filha de Garcia Afonso, personagem originária na Casa de Portocarreiro[5][6][7][8]
2. Gueda Pires Guedeão